# Walder Frey
Walder Frey é uma personagem fictícia  da série de livros de fantasia épica As Crônicas de Gelo e Fogo, do escritor norte-americano George R. R. Martin, e de sua adaptação televisiva Game of Thrones. Ele é introduzido no primeiro livro da saga, A Game of Thrones (1996) e aparece nos quatro livros seguintes. Um velho nobre do fictício continente de Westeros, ele é o governante das Gêmeas e o Lorde da Travessia, chefe da Casa Frey e um vassalo da Casa Tully das Terras Fluviais. Na série de televisão ele é interpretado pelo ator britânico David Bradley.

## Perfil
Walder Frey é um velho na casa dos noventa anos, e apesar da aparência frágil, sofrer de gota e viver preso a uma cadeira, ainda comanda sua Casa e suas terras com mão de ferro. A idade o deixou careca, banguela e com a pele flácida. Walder passou sua aparência de doninha e seu queixo fraco à maioria de seus descendentes. Tem uma personalidade arrogante e dominadora, sendo um homem sarcástico, lascivo e tirânico que ainda se gaba de sua capacidade interminável de fazer filhos em suas esposas, várias delas com idades para ser suas netas. Devido à posição estratégica de seus castelos gêmeos, As Gêmeas, sobre o rio Tridente, ele é chamado de Lorde da Travessia e faz pouco caso de seus juramentos e promessas aos lordes aliados, sabendo da importância geográfica que tem suas terras em épocas de guerra, trocando de lado quando lhe convém. Um vassalo da Casa Tully – a quem acaba traindo – das Terras Fluviais, ele foi apelidado por seu suserano Hoster Tully de "O Atrasado Lorde Frey" depois de se atrasar com suas tropas em auxílio a seus aliados durante a "Rebelião de Robert", chegando apenas quando a batalha já havia sido vencida.

## Nos livros

### A Game of Thrones
Durante a Guerra dos Cinco Reis, Walder Frey chega novamente atrasado com suas tropas ao chamado da Casa Tully para ajudar Robb Stark. Como o uso das fortalezas As Gêmeas sobre o rio Tridente são essenciais para a movimentação dos exércitos dos Stark em batalha, Frey negocia os casamentos de uma filha e um filho com Robb e Arya Stark, de maneira a fortalecer a aliança; além da exigência aceita, dois de seus netos, Pequeno Walder Frey e Grande Walder Frey, são enviados a Winterfell como protegidos dos Stark; um de seus filhos, Olyvar Frey, torna-se escudeiro de Robb.

### A Clash of Kings
Stevron Frey, filho mais velho e herdeiro de Walder, morre lutando bravamente por Robb Stark no campo de batalha. A notícia do casamento de Robb com  Jeyne Westerling chega às Gêmeas o que faz com que Walder e seu novo herdeiro, Ryman Frey, ultrajados, retirem o apoio militar ao Rei do Norte.

### A Storm of Swords
Frey, indignado com o menosprezo dos Stark pelo compromisso de casamento de Robb com sua filha, planeja junto com Tywin Lannister e Roose Bolton, uma traição aos Stark e à Casa Tully. Através do filho  Lothar, ele convence Robb e seus lordes do Norte a comparecerem às Gêmeas para fazer as pazes e participar casamento de 
 Edmure Tully com sua filha  Roslin. Durante o banquete, os homens de Frey emboscam os convidados, matando Robb, sua mãe Catelyn Stark, muitos de seus vassalos e grande parte dos homens da guarda do exército do Norte que os acompanharam, no infame episódio conhecido como o Casamento Vermelho.  Frey então jura lealdade à Casa Lannister e seu filho Emmon Frey recebe como recompensa a fortaleza ancestral dos Tully, Riverrun.

### A Feast for Crows
Walder Frey envia um corvo com uma mensagem a Porto Real, a capital dos Sete Reinos governada pelos Lannisters, reivindicando mais terras. O pedido é discutido pelo Pequeno Conselho da Coroa até que  Qyburn argumenta que grande parte da população de Westeros acreditava que os eventos do Casamento Vermelho foram um grande crime contra as leis dos deuses e dos homens. Ele afirma  que não seria bom se o povo acreditasse que a Coroa tivesse relação com o crime de Walder, e que seria bom se alguém fosse punido pelo Casamento Vermelho. O Grande Meistre Pycelle pondera que Lorde Walder nunca sacrificaria um dos seus, mas Cersei Lannister admite que "seus herdeiros podem ser menos escrupulosos". 

### A Dance with Dragons
Walder faz um pacto de casamento com Lorde Wyman Manderly; pelo acordo, seus netos Rhaegar e Pequeno Walder Frey se casarão com as netas de Wyman, Wynafryd e Wylla. Ele envia 1200 soldados da Casa Frey, sob o comando de dois filhos, Ser Aenys e Ser Hosteen, junto com o exército de Lord Bolton quando o novo Guardião do Norte retorna para o Norte de Westeros. Rhaegar e dois dos filhos de Walder,  Jared e Symond, desaparecem depois que deixam Porto Branco, a sede da Casa Manderly. O Pequeno Walder Frey é encontrado morto em Winterfell.

## Na televisão

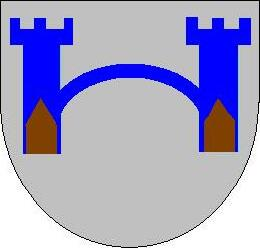
Brasão de armas da Casa Frey

### 1ª temporada (2011)
Quando Robb Stark e seu exército chegam às Gêmeas, em seu caminho para o sul, ele precisa cruzar o rio Tridente para conseguir uma vantagem contra os exército dos Lannisters. Como vassalo da Casa Tully, aliada dos Stark e a casa de origem de Catelyn Stark, mãe de Robb e ex-esposa do falecido Ned Stark, Frey foi chamado para ajudar na guerra mas demora a se decidir esperando qual lado estaria levando vantagem. Agora que Riverrun se encontra cercada pelas tropas dos Lannister, Walder se pergunta porque ajudaria Robb, se arriscando à fúria da Coroa. Catelyn, que acompanha o filho na guerra, vai às Gêmeas negociar com Frey e entrando no castelo o encontra cercado de sua vasta prole de filhos, netos e bastardos. Apesar de dois de seus filhos respeitosamente o lembrarem da cortesia devida a Catelyn por ser a filha de seu suserano, Walder concorda com o pedido dela de mandá-los embora – incluindo a sua nova esposa de quinze anos de idade Joyeuse Erenford – enquanto os dois negociam. Um acordo é feito e em troca da permissão da travessia e do auxílio das tropas de Frey na guerra ao lado dos Stark, Robb deverá se casar com uma das filhas ou netas de Frey, à sua escolha. Além disso, Arya Stark, outra filha de Catelyn, se casará com Waldron, um dos filhos de Frey. Robb também deve acolher outro dos seus filhos, Olyvar, como seu escudeiro. Robb, na necessidade premente da ajuda de Frey para vencer a batalha, concorda com o acordo mesmo depois de sua mãe lhe dizer que as filhas e netas de Frey não são exatamente atraentes.

### 3ª temporada (2013)
Durante a batalha seguinte Robb é ferido e tem seus ferimentos cuidados por uma mulher, Talisa Maegyr, por quem se apaixona; eles tem uma relação sexual e iniciam um caso de amor; para protegê-la das maledicências quando a descobre grávida, Robb se casa com ela, fato que logo chega ao conhecimento da Casa Frey. Necessitando de mais homens para tomar o Rochedo Casterly, a fortaleza ancestral dos Lannisters, Robb volta a pedir ajuda a Walder Frey, que, numa oferta de paz, estremecida após Robb quebrar seu juramento,  o convida para o casamento de Edmure Tully e sua filha Roslin. Na chegada de Robb, Catelyn e toda sua entourage de lordes vassalos e soldados do Norte às Gêmeas, Frey cobra Robb em público por quebrar o acordo de casamento anterior. Durante a festa ele insulta Talisa fazendo comentários libidinosos sobre ela na frente de todos. Quando os noivos se retiram para o quarto, Frey manda que todas as saídas do salão sejam trancadas e dá  a ordem a seus homens para matar todos os Stark e seus acompanhantes, enquanto observa de sua mesa no alto do salão o massacre começar a ser consumado. Na tentativa de salvar seu filho, Catelyn  faz Lady Joyeuse de refém com uma faca no pescoço e implora a Frey que poupe o filho, que eles não procurarão vingança depois. Carregado de ódio e gelo na voz, Frey culpa Catelyn por ter permitido que seu filho quebrasse o juramento de casamento feito anteriormente trazendo vergonha e troças a toda a Casa Frey. Quando ela ameaça degolar Joyeuse, ele dá de ombros e diz que arranjará outra esposa. Roose Bolton, que se aliou a Frey também traindo a casa Stark, então mata Robb, Catelyn mata Joyeuse e é morta por um dos filhos de Frey.
Por sua traição aos Stark no Casamento Vermelho, Frey recebe a fortaleza de Riverrun e a proteção de Tywin Lannister contra os vingativos nortistas. Na manhã seguinte ao massacre, ele e Roose Bolton se regojizam com a vitória, apesar de Bolton ficar preocupado quando se descobre que o tio-avô de Robb,  Brynden Tully, escapou à chacina, mas Frey não se perturba. Walder expressa seu desprezo por Robb referindo-se a ele como um "menino estúpido" e de maneira zombeteira faz um brinde a ele, enquanto Bolton diz que foi exatamente a inexperiência política de Robb que o fez trair os Stark.

### 6ª temporada (2016)
O domínio da Casa Frey sobre Riverrun começa a enfraquecer quando Brynden Tully, o único sobrevivente do massacre do Casamento Vermelho, comandando o que restou do exército dos Tully, exige a devolução de Riverrun aos Frey e a ataca, capturando-a, ao mesmo tempo que outras Casas das  Terras Fluviais também se levantam contra ele, enfurecendo-o. Ele culpa os filhos por não terem impedido que Brynden fugisse naquela noite e os ordena que recapturem Riverrun. Walder fica irado porque sabe que outros lordes das Terras Fluviais ainda se riem dele e diz que, apesar da idade, não morrerá sem fazer todos sufocarem em suas risadas. Depois da recaptura de Riverrun, Walder faz outra festa nas Gêmeas em comemoração da vitória e nela discute com Jaime Lannister sobre a capacidade da Casa Frey de ter o controle sozinha das Terras Fluviais. Depois de Jaime partir, ele come um pedaço de torta de carne que lhe é servida por uma nova servente. Ele logo deduz que ela não é uma de sua descendência porque "é muito bonita". Ele bate em seu traseiro e lhe dá olhares libidinosos mas seu humor muda quando nota que seus filhos Lothar e Black Walder estão atrasados. A garota lhe diz que eles estão logo ali, revelando que partes deles estão em cada pedaço de torta que ele está comendo. Walder fica em estado de choque e olha novamente para a menina, que retira sua máscara, roubada do Salão das Mil Faces em  Braavos, e se revela ser Arya Stark; apavorado, Walder tenta escapar mas é seguro por Arya que lhe corta a garganta com uma faca, da mesma maneira que sua mãe foi morta naquela casa, e assiste satisfeita ele sangrar até morrer.